# Marc Garneau
Joseph Jean-Pierre Marc Garneau (Quebec, 23 februari 1949 – Montreal, 4 juni 2025) was een Canadees politicus en voormalig ruimtevaarder. Hij was de eerste Canadees in de ruimte en de eerste die drie ruimtevluchten maakte. Garneau’s eerste missie was STS-41-G met de spaceshuttle Challenger en vond plaats op 5 oktober 1984. Tijdens de missie werd een satelliet in een baan rond de Aarde gebracht. 
Garneau maakte deel uit van NASA Astronaut Group 14. Deze groep van 24 ruimtevaarders begon hun training in 1992 en had als bijnaam The Hogs.
Van 2001 tot en met 2006 was hij directeur van de Canadian Space Agency. Van 2015 tot begin 2021 maakte hij onderdeel uit van de Regering van Canada als Minister van Transport en van begin 2021 tot eind 2021 als Minister van Buitenlandse zaken. 
- Bibliothèque nationale de France: cb179611055 (data)
- International Standard Name Identifier: 0000 0000 2916 1546
- Library of Congress Control Number: n89104463
- Virtual International Authority File: 50813159
- WorldCat: E39PBJgH7DDd4m98fwbHCy7rbd